# جيلبرت ديندري
الجنرال جيلبرت ديندري (بالإنجليزية:Gilbert Diendéré) (مواليد 1960) هو ضابط عسكري من بوركينا فاسو ورئيس المجلس الوطني للديمقراطية، المجلس العسكري الذي استولى على السلطة في بوركينا فاسو في سبتمبر 2015 انقلاب. وكان مساعد لفترة طويلة إلى الرئيس بليز كومباوري، الذي يتولى منصب قائد فوج من الأمن الرئاسي خلال حكم كومباوري.
تم تعيينه في منصب رئيس المجلس العسكري في 17 سبتمبر 2015.